# 20 lucas
20 lucas (también llamado 20 lucas... y su yapa en algunas emisiones) fue un programa de telerrealidad peruano emitido de 2008 a 2017, producido por La Filmora y transmitido por Frecuencia Latina, y conducido por el periodista Mauricio Fernandini.
Inicialmente se emitió todos los sábados a las 21:00 y los domingos a las 15:00 como parte de la programación de TV Perú.

## Formato
El periodista Mauricio Fernandini recibe en el programa a un experimentado cocinero. Juntos ingresan a cualquier mercado de la ciudad o del país, y empiezan comprar insumos hasta por el monto de veinte soles. El invitado intentará ejecutar un menú de primerísimo nivel para cuatro personas. El menú estaría conformado por una entrada, un segundo o plato de fondo, y postre.
En diciembre de 2012, se realizó un especial dedicado a los tres cocineros fallecidos en un accidente aéreo en Ayacucho.

## Cocineros invitados
- Flavio Solorzano
- Ignacio Elías
- Israel Laura
- Carlos del Pozo
- Virgilio Martínez
- Jaime Pesaque
- José del Castillo
- Gonzalo Ferrand
- Renato Peralta
- Juan Carlos Barzola
- Álvaro Raffo
- Iván Kisic
- James Berckemeyer
- Jann van Oordt